# Langeneck (Lenggries)
Langeneck ist ein Gemeindeteil der Gemeinde Lenggries im Landkreis Bad Tölz-Wolfratshausen. Der Weiler liegt nordöstlich des gleichnamigen Berges an der Mündung des Schwarzenbachs in die Isar. Östlich der Staatsstraße 2072 liegt das Gewerbegebiet Langeneck. Die Volkszählung 1987 ermittelte für den Ort 43 Einwohner.